# Сільський округ Отеген-батира
Сільський округ Отеге́н-бати́ра (каз. Өтеген батыр ауылдық округі, рос. Сельский округ Отеген-батыра) — адміністративна одиниця у складі Ілійського району Алматинської області Казахстану. Адміністративний центр — село Отеген-батира.
Населення — 39000 осіб (2021; 26986 у 2009, 20935 у 1999, 25907 у 1989).
Станом на 1989 рік існували Енергетичеська селищна рада (смт Енергетичеський) та Карасуська сільська рада (село Карасу), село Покровка перебувало у складі Ленінської сільської ради. 2023 року територія площею 1,67 км2 була передана до складу Жетигенського сільського округу. До 2024 року сільський округ називався Енергетичеським.

## Склад
До складу адміністрації входять такі населені пункти:
| Населений пункт      | Населення, осіб (1989) | Населення, осіб (1999) | Населення, осіб (2009) | Населення, осіб (2021) |
| -------------------- | ---------------------- | ---------------------- | ---------------------- | ---------------------- |
| Карасу, село         | 5567                   | 145                    | 291                    | 2212                   |
| Кенен Азірбаєв, село | 3677                   | 3489                   | 6532                   | 5113                   |
| Отеген-батира, село  | 16663                  | 17301                  | 20163                  | 31675                  |